# Puertas del infierno

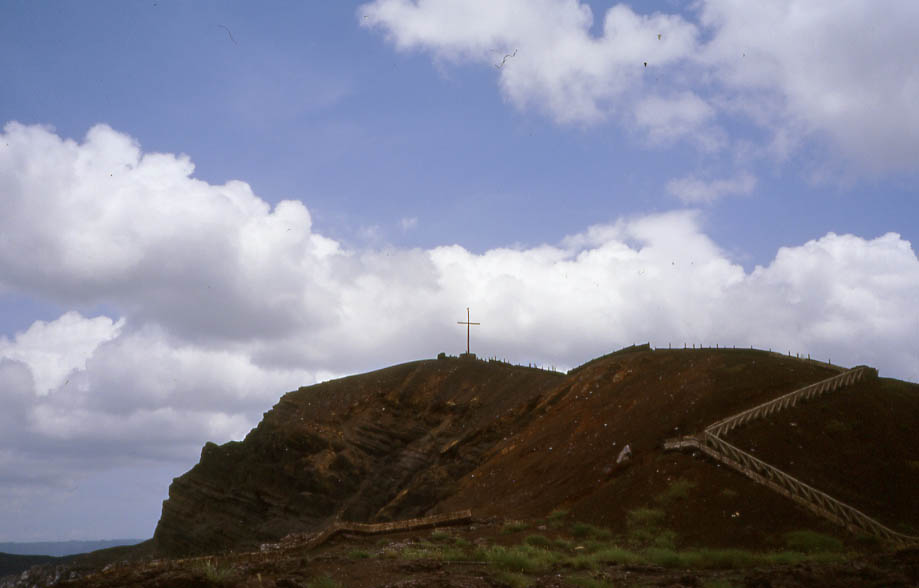
Cruz de Bobadilla en el Volcán de Masaya, en Nicaragua.

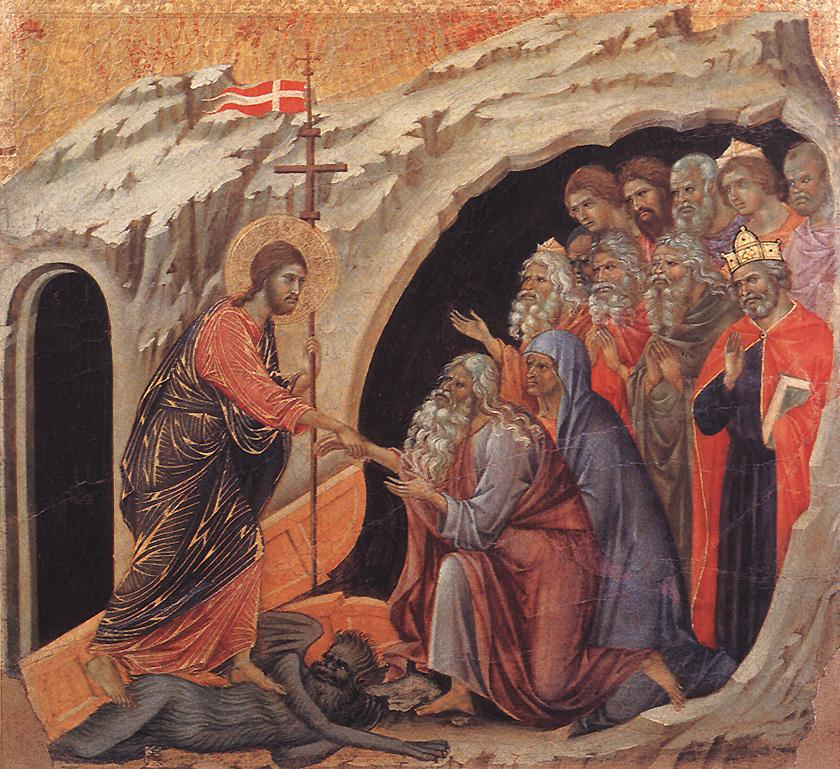
Jesús sacando a almas por la puerta del infierno para llevarlas al Cielo, tras derrotar al Diablo. De acuerdo con la tradición católica, este hecho ocurrió durante el tiempo que se dio entre su muerte y su resurrección.

Las puertas del infierno son, de acuerdo con la mitología clásica y algunas de las actuales religiones, una supuesta puerta de entrada al inframundo por la que se accede desde este mundo. Jamás se ha encontrado semejante cosa ni se ha demostrado su existencia en absoluto. Sin embargo, existen multitud de creencias religiosas y leyendas al respecto al rededor del mundo. 

## Inframundo
El infierno ha sido denominado de maneras diferentes según cada cultura: Helheim para los nórdicos; Gehena como purgatorio judío; infierno por los cristianos; Averno por los griegos; Xibalbá para los mayas; etc. Sin embargo, en cada cultura existían matizaciones sobre lo que significaba el infierno o en qué condiciones entraban las almas.

## Concepción cristiana
El viaje más famoso a las puertas del infierno es el de Jesús de Nazaret. De acuerdo al cristianismo, tras su muerte, Jesús pasó dos días librando una batalla contra el Maligno —de la que salió vencedor— y liberó a las almas buenas del infierno, abriendo a continuación las puertas del cielo. Tras hacer esto, al tercer día, Jesús regresó a la Tierra, resucitando. Jesús no empleó ninguna puerta física para entrar y salir, sino que debió morir y luego resucitar, lo cual no le resultó imposible porque, forma parte, según las religiones, de Dios.
En cualquier caso, la religión católica históricamente ha asociado el infierno como algo que se encontraba «debajo» de la tierra y asociado al fuego y al sufrimiento.

## Las puertas
La idea de la posibilidad de acceder al inframundo desde el mundo terrenal es una idea muy antigua. Ya se cuenta en la leyenda de Orfeo cómo fue al inframundo para buscar a su esposa Eurídice.  La cultura clásica situó las puertas del infierno en varios lugares. La cultura hebrea habla de la entrada al valle del hijo de Hinom, al sudeste de Jerusalén. Griegos y romanos daban el nombre de Averno también a un cráter cerca de Cumas, en Campania, al Sur de Italia, en los Campos Flégreos, como posible puerta al inframundo. En la cultura griega y romana también se apuntaba a que la puerta del infierno se encontraba cerca de la ciudad de Hierápolis, actual Pamukkale, en la actual Turquía. Estrabón escribió que la puerta estaba rodeada de vapores malignos, lo cual encaja con una gruta con aparentes construcciones rituales encontrada en 2013 en Pamukkale por arqueólogos italianos. En la mitología griega el infierno estaba regentado por Hades y sus puertas estaban guardadas por el perro de los cerberos, el can cerberos, que tenía varias cabezas. 
Una leyenda urbana sostiene que las puertas del infierno se encuentran en el Monasterio de El Escorial, a las afueras de Madrid. Dicho monasterio fue construido por Felipe II, con un asesoramiento arquitectónico del propio monarca, como muestra de poderío renacentista, fervor católico y para que existiera una comunidad de monjes rezando permanentemente por el alma de su padre, Carlos I. Dicho monasterio fue, en relación con el ocultismo, utilizado como sede del mejor laboratorio de alquimia de la época.
En Nicaragua, a 20 km de Managua, está el volcán en activo de Masaya, que los nativos consideraban una entrada al infierno. En el siglo XVI, los frailes españoles llegaron al lugar y bajaron hasta la propia fosa del volcán para ver la lava, y dado lo espectacular de ver un volcán activo, confirmaron las creencias nativas de que aquel lugar podría ser una entrada física hacia el infierno. Los frailes colocaron una enorme cruz al borde del cráter. 500 años después, sigue ahí una cruz, conocida como Cruz de Bobadilla. No es el único volcán que se ha identificado con el acceso al inframundo.
En la selva de Belice existe una gruta que se identifica en la cultura maya con la entrada a Xibalbá.